# Elaine Bast
Elaine Bast (São Paulo, 17 de fevereiro de 1973) é uma economista e jornalista brasileira, com experiência na imprensa escrita mas atualmente trabalhando na televisão. Começou no jornalismo televisivo em meados de 1999, vinda de uma experiência como repórter do jornal de economia Gazeta Mercantil.

## Biografia

### Primeiros anos e formação acadêmica
Elaine Bast nasceu em São Paulo, mas passou parte da infância em Brasília, sendo filha de um bancário e uma dona de casa. Foi trabalhar numa agência bancária na adolescência, e tempos depois deixou de ser aspirante para se tornar economista, com 18 anos de idade.
Bast estudou na Faculdade de Economia, Administração e Contabilidade da Universidade de São Paulo (FEA-USP) instituto vinculado à Universidade de São Paulo (USP), entre 1997 e 2002, formando-se no ano de 2022 em Economia. Quase no mesmo período, entre 1998 e 2002, graduou-se em Jornalismo pela Faculdade Cásper Libero.

### Carreira
Especializou-se na área de jornalismo econômico, apesar de eventualmente realizar reportagens sobre política e cultura. Bast, ao estrear na Rede Globo em 1999, começou no Bom Dia Brasil. Depois, passou a fazer também reportagens para o Jornal da Globo e, mais tarde, acumulou a função de repórter do Jornal Nacional, tornando-se também repórter do Fantástico. Desde 2007, apareceu em vários telejornais da Globo e também do canal Globo News. Neste canal de TV por assinatura, Elaine foi apresentadora e entrevistadora do Mundo S/A, e foi apresentadora suplente do programa Conta Corrente. Hoje em dia, Bast é vista com mais facilidade no Jornal da Globo.
No programa Garagem, na Rádio Brasil 2000, revelou que é fã de rock alternativo, afirmando que a sua música favorita é Bruise Violet, da banda de punk dos Estados Unidos, Babes in Toyland.
No ano de 2006 ganhou um prêmio de categoria televisão no IV prêmio Alexandre Adler de Jornalismo em Saúde junto com seus colegas Vinicius Donola, Beatriz Castro e Rosane Marchetti com a reportagem chamada "Longevidade".
Em 2011, Elaine foi escolhida a nova correspondente da Rede Globo nos escritórios da emissora em Nova Iorque, como parte de uma série de mudanças promovidas pelo canal, que realizou uma troca geral no quadro de correspondentes internacionais. Estreou nessa função no dia 5 janeiro de 2011. No ano 2015, retornou para o Brasil para ser repórter da Globo em São Paulo.
No ano de 2022, após vinte e três anos na Globo, demitiu-se da emissora. Em comunicado a jornalista escreveu que "cheguei ao topo que poderia chegar dentro dessa empresa que sempre me acolheu. E agora decidi partir para novos caminhos."

## Vida pessoal
Em outubro de 2015, após fazer uma reportagem alertando sobre o aumento do câncer de mama no Jornal Nacional, descobriu possuir a doença. Três meses depois, ela retirou e reconstruiu as duas mamas.
Elaine Bast foi casada com o economista Marcelo Salomon e tem dois filhos.